# Juli Jewgenjewitsch Galperin
Juli Jewgenjewitsch Galperin (russisch Юлий Евгеньевич Гальперин; * 25. Juli 1945 in Kiew; † 14. Juni 2019 in Paris) war ein russischer Pianist und Komponist.

## Leben
Juli Galperin erhielt seine erste musikalische Ausbildung am R. Glier Kyiv Institute of Music in Kiew. Anschließend studierte er am Ufa State Institute of Arts (Ufa), wo er sein Diplom als Pianist und Komponist erhielt. Nach Abschluss des Studiums unterrichtete er für mehrere Jahre am Konservatorium in Čeljabinsk.
Nach seinem Umzug nach Moskau 1983 lehrte er als Professor am Gnessin-Institut Moskau. Ab 1989 war er musikalischer Leiter des Eremitage-Theaters in St. Petersburg.
Ab 1990 lebte Galperin mit seiner Familie in Frankreich und unterrichtete Klavier und Komposition am Conservatoire Municipal Claude Debussy in Paris und am Konservatorium in Ivry-sur-Seine.
Galperin ist der Vater der Filmkomponisten Evgueni Galperine (* 1974) und Sacha Galperine (* 1980).

## Werke (Auswahl)
Galperin komponierte Sinfonien, Chor- und Kammermusik und Musik für die Theaterbühne.
- Duo Violon Violoncelle. Uraufführung 2014 in Paris mit Alexis Galpérine, Violine[3]
- Pas de Deux. Premiere am Centre de Russie pour la Science et la Culture, Paris, 2015
- Conte pour la fin du siècle. Sonate pour violon, piano et cymbale suspendue, Opus 27, Nr. 1
- Ballade pour Violoncelle solo, Opus 29, Nr. 1
- Partie Espagnole (Echecs) pour Violon et Violoncelle, Opus 35, Nr. 1
- Le Chevalier volant, pour trumpet, piano and string orchestra